# Hippoloetis
Hippoloetis is een geslacht van kevers uit de familie van de loopkevers (Carabidae). De wetenschappelijke naam van het geslacht is voor het eerst geldig gepubliceerd in 1835 door Laporte.

## Soorten
Het geslacht Hippoloetis is monotypisch en omvat slechts de volgende soort:
- Hippoloetis rufus Castelnau, 1834